# Marcin Roliński

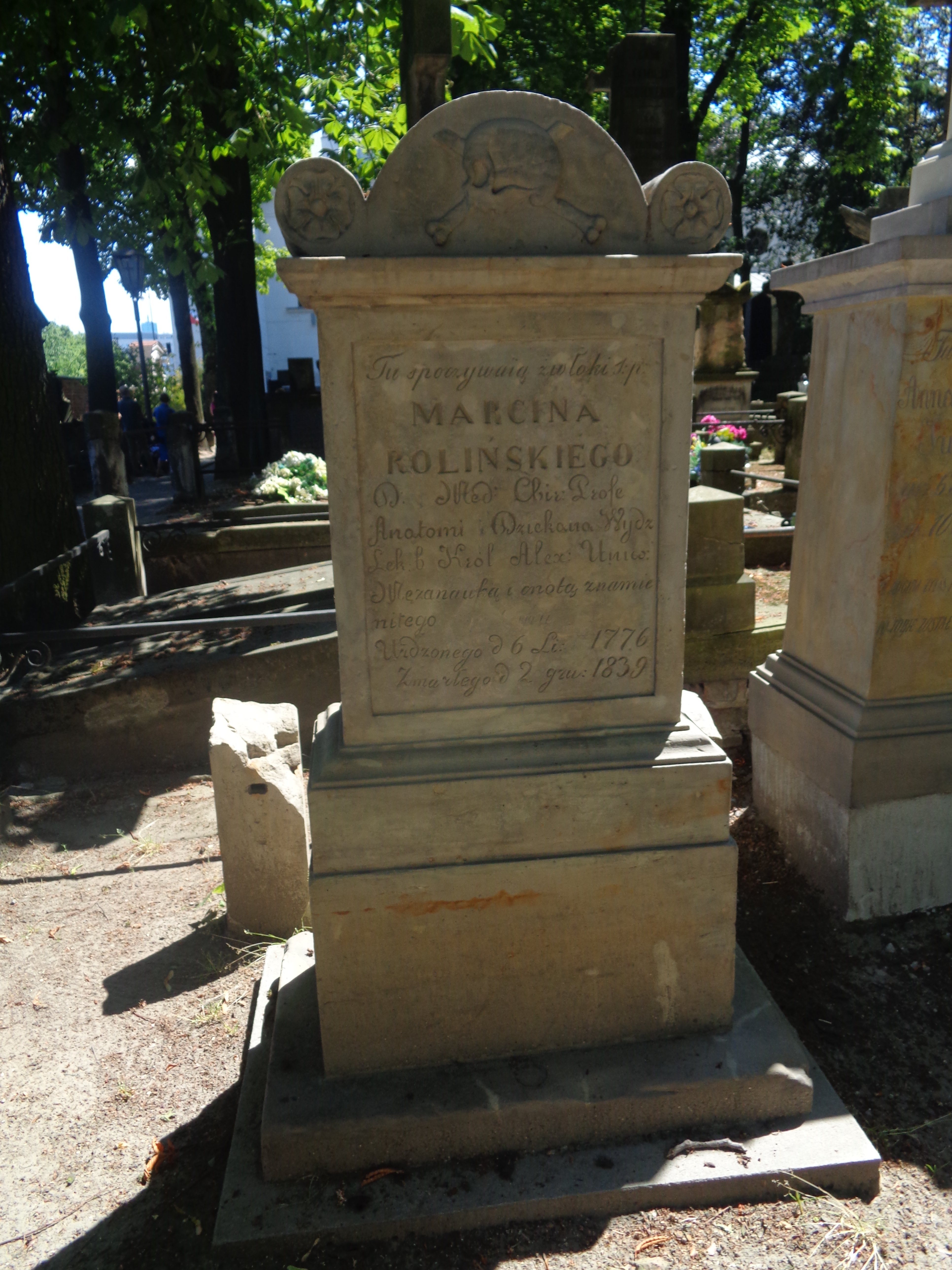
Grób Marcina Rolińskiego na Cmentarzu Powązkowskim

Marcin Roliński (ur. 6 listopada 1776 we Lwowie, zm. 2 grudnia 1839 w Warszawie) – polski lekarz, dziekan wydziału lekarskiego Królewskiego Uniwersytetu Warszawskiego.

## Życiorys
Urodził się we Lwowie w rodzinie Aleksandra i Marianny z d. Wurtzer. Pierwsze nauki pobierał w rodzinnym mieście i tu również zdobył podstawy wiedzy medycznej na Uniwersytecie Józefińskim. Dyplom doktorski otrzymał 18 grudnia 1800 z uczelni wiedeńskiej.
Jako lekarz rozpoczął praktykę w Galicji i w 1810 mianowany został szefem policji lekarskiej w siedleckim. W 1813 zorganizował szpital w Siedlcach i prowadził go przez następny rok. W latach 1817–1820 był fizykiem województwa podlaskiego.
W 1820 została powierzona mu katedra anatomii ludzkiej i porównawczej w Królewskim Uniwersytecie Warszawskim. W 1824 objął stanowisko dziekana wydziału lekarskiego po rezygnacji F. Dybka.
Po upadku powstania, w latach 1832-33 był przewodniczącym komisji egzaminacyjnej powołanej do kwalifikowania lekarzy i aptekarzy. Należał również od 1835 do Rady Głównej Opiekuńczej Zakładów Dobroczynnych. 
Żonaty z Anną Zalewską i miał jednego syna Adolfa Michała. Zmarł w Warszawie 2 grudnia 1839 i pochowany został na cmentarzu Powązkowskim(kwatera 13-6-2).
Był encyklopedystą. Wymieniony został jako redaktor Encyklopedii obrazowej systematycznej wydanej w Warszawie w latach 1835-1838.